# Svatý Sáva
Svatý Sáva I.  (srbsky Свети Сава, Sveti Sava, archaicky Свети Саво, původním jménem Rastko Nemanjić, Растко Немањић, okolo 1175–1235/1236), nejmladší syn velkého rašského župana Štěpána Nemanji, byl hlavní politickou osobností Srbska v první polovině 13. století a prvním srbským arcibiskupem (1219–1233/1234).

## Život

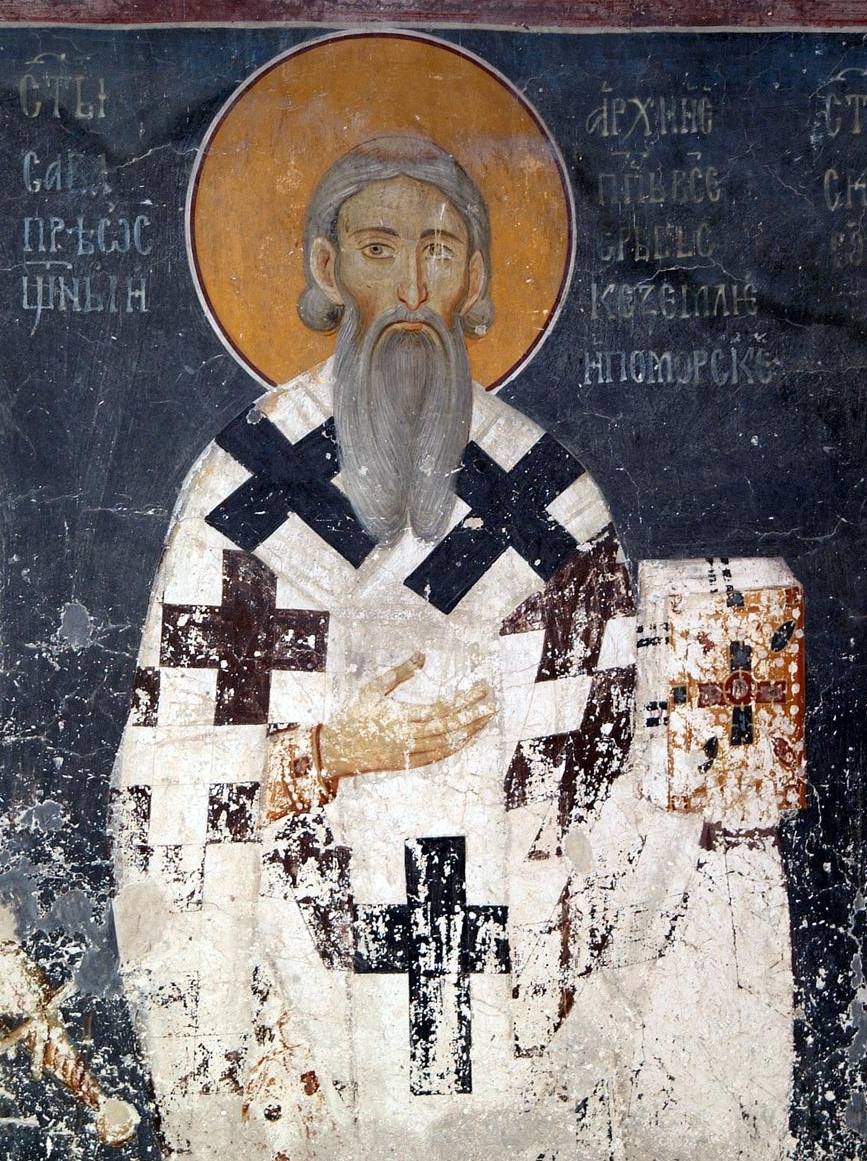
Svatý Sáva

Narodil se okolo roku 1175 pod jménem Rastko jako nejmladší syn župana Štěpána Nemanji a jeho ženy Anny. V době Rastkova narození byl jeho otec pravděpodobně již v pokročilém věku a později uvažoval o abdikaci. Rastko se však z nástupnictví vyřadil sám, když okolo roku 1186 se odešel vzdělávat na Svatou horu athoskou, kde přijal mnišské jméno Sáva. Buď roku 1196, nebo krátce poté přišel na Athos (do kláštera Vatoped) i Štěpán Nemanja, který se roku 1196 vzdal trůnu ve prospěch svého prostředního syna a Rastkova staršího bratra Štěpána. Nejstarší Sávův bratr Vukan, správce Zety (Černé Hory), se všas s nově vzniklou situací nechtěl smířit. Sáva mezitím založil spolu se svým otcem Nemanjou na Athosu klášter Chillandar, kam Nemanja vstoupil a také roku 1199/1200 zemřel. Po smrti byl svatořečen. Roku 1202 došlo k povstání proti Štěpánovi, které vedl Vukan. Sávův nejstarší bratr Štěpána sesadil, ale hned roku 1203 se ale Štěpán opět zmocnil vlády. Tehdy oba bratry usmířil právě Sáva a také na jeho přímluvu dostal Vukan Zetu jako uděl. Když v dubnu roku 1204 dobyli Latinové (křižáci) Konstantinopolis, padl Athos do rukou dobyvatelů, kteří na troskách Byzance vytvořili tzv. latinské císařství. Sáva byl několik let poté svým bratrem Štěpánem pozván do vlasti, kam přenesl z Athosu kosterní pozůstatky svého otce Štěpána Nemanji, které spočinuly v Nemanjou založeném klášteře Studenica. Kolem roku 1216 Srbsko ohrožovali Latinové a Uherské království. Sáva proto začal vyjednávat s uherským králem Ondřejem II. (1205 – 1235) o příměří. Jednání bylo úspěšné a na severních hranicích zavládl klid. Na jihovýchodních ovšem také, protože ještě roku 1216 zemřel latinský císař Jindřich Flanderský a mezi jeho příbuznými vypukly spory o trůn. Někdy kolem roku 1215 si župan Štěpán vzal za ženu Annu, vnučku slavného benátského dóžete Dandola. Tento sňatek přispěl k latinizaci země a vyvolal odpor duchovenstva v čele se Sávou, který přál ortodoxii. Sáva se tedy opět vydal na Athos. Mezitím (roku 1217) přijal Štěpán od papeže Honoria III. královskou korunu. Sáva ovšem nepřestal na bratra naléhat, aby se vrátil k východní církvi. Nakonec se setkal s úspěchem. Roku 1219 se usmířil s bratrem a vydal se v čele poselstva do Nikaie, dočasného hlavního města východních křesťanů, kde po čas latinské vlády v Konstantinopoli sídlil císař i patriarcha. V Nikaii Sáva vyjednal s patriarchou a s císařem Theodorem I. autokefalitu (samostatnost) srbské pravoslavné církve.

### Arcibiskupem
Sám byl při tom vysvěcen na prvního srbského arcibiskupa se sídlem v Žiči a pustil se do uspořádávání církevních poměrů. Rozdělil zemi na sedm biskupství a do každěho dosadil sobě loajální osobu. Římské katolictví, které mělo vliv zejména v Zetě, postupně vymizelo i díky novým biskupstvím. Roku 1223 domluvil arcibiskup spolu se Stefanem sňatek králova nejstaršího syna Radoslava s dcerou epirského despoty Theodora Angela. Roku 1227/1228 zemřel král Štěpán a Sáva korunoval na krále prvorozeného syna zesnulého, Štěpána Radoslava (1227/1228–1233/1234). Radoslav byl hodně pod vlivem své ženy a po roce 1230, kdy byl Theodoros poražen a zajat bulharským carem Ivanem Asenem II., ztrácel zahraniční oporu. Roku 1233/1234 abdikoval ve prospěch svého mladšího bratra Štěpána Vladislava, kterého Sáva korunoval. Arcibiskup se také snažil najít partnerku pro nového krále a tím i spojence pro Srbsko. Nakonec pro Vladislava našel Beloslavu, dceru bulharského cara Ivana Asena II. Ivan Asen byl však příliš mocný spojenec, který skrze dceru zasahoval do srbských poměrů. Sávovi se nově vzniklá situace vůbec nelíbila a když poznal, že proti Ivanu Asenovi je bezmocný, vzdal se hodnosti arcibiskupa a vydal se na pouť do Svaté země (roku 1233/1234).

### Smrt
Do milované vlasti se však již nevrátil. Na zpáteční cestě skonal roku 1235 nebo 1236 v Tarnovu, hlavním městě Bulharska. V Sávovi odešel jeden z nejlepších státníků 13. století. Bulhaři ovšem odmítli vydat Sávovo tělo králi Vladislavovi, takže se sám vydal do Tarnova a odnesl s sebou arcibiskupovy pozůstatky, které byly slavnostně pochovány roku 1237 v klášteře v Mileševu. Tam setrvaly do roku 1594, kdy je v reakci na srbské povstání odvezli osmanští Turci a následně je 27. dubna 1595 spálili na vrchu Vračar u Bělehradu. Po své smrti byl, podobně jako jeho otec Štěpán Nemanja, bratr Štěpán nebo synovec Štěpán Uroš svatořečen srbskou pravoslavnou církví.

## Hodnocení
Rastko Nemanjić patřil k největším jihoslovanským státníkům 13. století. Podařilo se mu v Nikáii vyjednat založení autokefální srbské pravoslavné církve a sám byl vysvěcen na prvního srbského arcibiskupa. Z funkce arcibiskupa měl dohled nad srbskémi státními záležitostmi a často ovlivňoval rozhodnutí a vzájemné vztahy svých bratrů, které se snažil uklidnit. Dával přednost východní církvi před západní. Po smrti bratra Štěpána zůstal i nadále ústřední postavou srbské politiky. Po zahraničněpolitických neshodách se však poděkoval a odešel do Palestiny. Domů se však nevrátil, zemřel v Tarnovu v Bulharsku.
Po jeho smrti bylo o něm napsáno několik biografických děl. Roku 1237 napsal jeho žák Domentian Život svatých srbských apoštolů Simeona a Sávy, od druhé poloviny 13. století se také traduje označení sv. Sávy Učitel Srbů, které nabylo významu znovu při srbském národním obrození v 19. století; od roku 1841 byla zavedena povinná každoroční školní slavnost sv. Sávy